# Boïga de Sant Miquel
La Boïga de Sant Miquel és una boïga, un camp de conreu guanyat al bosc, del municipi de Castell de Mur, al Pallars Jussà, a l'antic terme de Mur, en terres del poble de Vilamolat de Mur.
Està situada al nord-est de Vilamolat de Mur, entre la llau de Sant Miquel -ponent- i el barranc de Rius -llevant-, al nord del paratge de Sant Miquel (Vilamolat de Mur, paratge), i al sud del lloc on hi hagué la capella de Sant Miquel. És a llevant de la Vinya Gran i al nord-oest de los Seixos. Hi resten les ruïnes del Corral de Sant Miquel.